# Tor Books
Tor Books es el principal sello editorial de Tom Doherty Associates, una compañía editorial con base en Nueva York perteneciente al grupo editorial Macmillan Publishers. Publica principalmente títulos de ciencia ficción y de fantasía, así como la revista en línea de ciencia ficción y fantasía Tor.com. Está considerada una de las principales editoriales de ciencia ficción en lengua inglesa.

## Historia
Tor Books fue fundada por Tom Doherty en 1980. El término "Tor" proviene de una antigual palabra inglesa que significa la cumbre de un cerro o montaña rocosa, tal y como aparece en su logotipo. Tor Books fue vendida a St. Martin's Press en 1987 (parte de Macmillan Publishers). A finales de la década de 1990 el Grupo Editorial Holtzbrinck la adquirió junto con el resto de sellos y editoriales de Macmillan.

## Sellos editoriales
Tor Books es el sello principal de Tom Doherty Associates. La editorial también posee el sello Forge, que publica una variedad de títulos de ficción incluyendo thrillers y novelas históricas, así como dos sellos de literatura infantil y juvenil: Starscape (para lectores de 10 años en adelante) y Tor Teen (para lectores de 13 años en adelante). Su revista en línea Tor.com publica narrativa breve —como novelas cortas y serializaciones— bajo el sello Tor.com Publishing.
Tom Doherty Associates también posee Tor UK, que publica paralelamente en el Reino Unido.
En abril de 2019, Tom Doherty Associates anunció la creación de un nuevo sello editorial Nightfire, dedicado a la publicación de literatura de terror.

## Autores
Entre los autores publicados por Tor y Forge se incluyen Kevin J. Anderson, Steven Brust, Orson Scott Card, Jonathan Carroll, Charles de Lint, Philip K. Dick, Cory Doctorow, Steven Erikson, Terry Goodkind, Steven Gould, Brian Herbert, Glen Hirshberg, Robert Jordan, Andre Norton, Harold Robbins, Susanna Clarke, David Weber Brandon Sanderson, John Scalzi, V. E. Schwab, Skyler White y Gene Wolfe.
Tor UK ha publicado a autores como Douglas Adams, Peter F. Hamilton, Neal Asher, Adrian Tchaikovsky, Douglas Hulick, Mark Charan Newton, China Miéville, Adam Nevill y Amanda Hocking.

## Libros electrónicos
Tor Books publica una parte de sus obras como libros electrónicos, y en 2012 Doherty anunció que sus sellos venderían exclusivamente libros sin DRM a partir de julio de aquel mismo año. Un año más tarde, Tor declaró que la eliminación del DRM no había perjudicado sus negocio de venta de libros electrónicos, por lo que continuarían vendiendo estos sin DRM.

## Reconocimientos
Tor Books ha ganado el premio Locus a la mejor editorial de ciencia ficción 31 años consecutivos, desde 1988 a 2018.
En marzo de 2014, Worlds Without End incluyó a Tor en la segunda posición de la lista de editoriales con más libros de ciencia ficción, fantasía y terror premiados o nominados a premios, por detrás de Gollancz. En aquel momento Tor había recibido 316 nominaciones y 54 premios a 723 obras publicadas escritas por 197 autores distintos. Al año siguiente Tor superó Gollancz para convertirse en la editorial número uno de la lista.
En marzo de 2018 el registro de Tor había aumentado hasta las 579 nominaciones y 111 victorias, a lo largo de 16 premios distintos en dichos géneros, sobre un total de 2.353 obras publicadas escritas por 576 autores.